# Lipinia auriculata
Lipinia auriculata är en ödleart som beskrevs av  Taylor 1917. Lipinia auriculata ingår i släktet Lipinia och familjen skinkar. IUCN kategoriserar arten globalt som livskraftig. Inga underarter finns listade i Catalogue of Life.